# Invalidenstraße (Wien)
Die Invalidenstraße  befindet sich im 3. Wiener Gemeindebezirk Landstraße. Die Straße wurde 1883 nach dem ehemaligen Invalidenhaus benannt, das sich hier befand.

## Geschichte
Kardinal Sigismund von Kollonitz, Erzbischof von Wien, erwarb – mit finanzieller Unterstützung von Kaiser Karl VI. und anderen Wohltätern – 1727 ein Palais in der Vorstadt Landstraße, um ein Armen- und Versorgungshaus zu errichten. Joseph II. widmete das Gebäude in ein militärisches Invalidenhaus um. Um 1830 hatte das Gebäude die Orientierungsnummer 1. Das k.k. Invalidenhaus wurde 1909 nach Lainz übersiedelt, das alte Gebäude abgerissen und das Grundstück parzelliert. Heute befinden sich dort Untere Viaduktgasse, Ditscheinergasse und Grailichgasse (Invalidenstraße-Viertel genannt). Es handelt sich um ein binnen kurzer Zeit (1910/11) entstandenes geschlossenes Ensemble, zu dem auch einige Häuser in der Unteren Viaduktgasse gehören.

## Lage und Charakteristik
Die Straße verläuft als Verlängerung der Hinteren Zollamtsstraße ab der Marxergasse entlang der ehemaligen Markthalle, überquert dann die Landstraßer Hauptstraße und teilt sich beim Stadtpark in die Ungargasse sowie rechts über die Große Ungarbrücke Richtung Stadtpark in den Heumarkt.
Aus Richtung Hintere Zollamtsstraße, befindet sich rechter Hand der Bahnhof Wien Mitte und linker Hand Wohnhäuser mit Geschäftslokalen. Wenn man die Landstraße überquert befindet sich rechter Hand zuerst das Einkaufs- und  Entertainmentcenter W3 und anschließend der Sitz der Raiffeisen Bank International. Auf der linken Seite befinden sich Wohnhäuser mit Geschäftslokalen.
Die Häuser auf der ungeraden Seite sind durchgehend Teil der von der Stadt Wien definierten baulichen Schutzzone Landstraße.

## Gebäude

### Wichtige Gebäude, stadteinwärtige Seite
- Bahnhof Wien Mitte
- Geschäfts- und Kinozentrum W3
- Raiffeisen Bank International (Eingang Am Stadtpark)

### Wichtige Gebäude, stadtauswärtige Seite
An der stadtauswärtigen Seite wurden die Gebäude mit repräsentativen Fassaden zur Innenstadt hin gebaut – der Bahnhof und seine Nebengebäude waren damals noch kein Sichthindernis
- Nr. 1: Das Gebäude wurde um 1910 von Adolf Oberländer erbaut.
- Nr. 3: Erbaut 1910 von Emil Reitmann, Sitz der kirgisischen Botschaft[2]
- Nr. 5–7: Das Haus wurde 1911 von Arthur Baron erbaut. Es ist ein mächtiges, auf Fernwirkung konzipiertes Doppelhaus mit überkuppelten Erkern, die mit Balkonen verbunden sind und einem hohen Dachgiebel mit Ateliergeschoß. Über den Sockelgeschoßen befindet sich ein umlaufender Steinbalkon. Von den von Josef Hoffmann gestalteten Direktionsräumen des Stahlwerks Poldihütte ist noch der marmorverkleidete Empfangsraum erhalten.[3]
- Nr. 9 (= Ditscheinergasse 2–4): Das Haus wurde 1910 von Jakob Gartner erbaut. Es hat neobarock-secessionistischen Fassadendekor und Schmiedeeisenportale.[4]
- Wohn- und Geschäftshaus der Elisabethinen (Nr. 13–19 unger.), von Karl Koblischek 1932–1936 gebaut (Denkmalschutz)

## Verkehr
Die Straße ist als Hauptstraße A ausgewiesen. Es fahren Straßenbahn O und Nachtbus N75. Hier verliefen die Straßenbahnlinien E2, G2 und H2.

## Bildergalerie

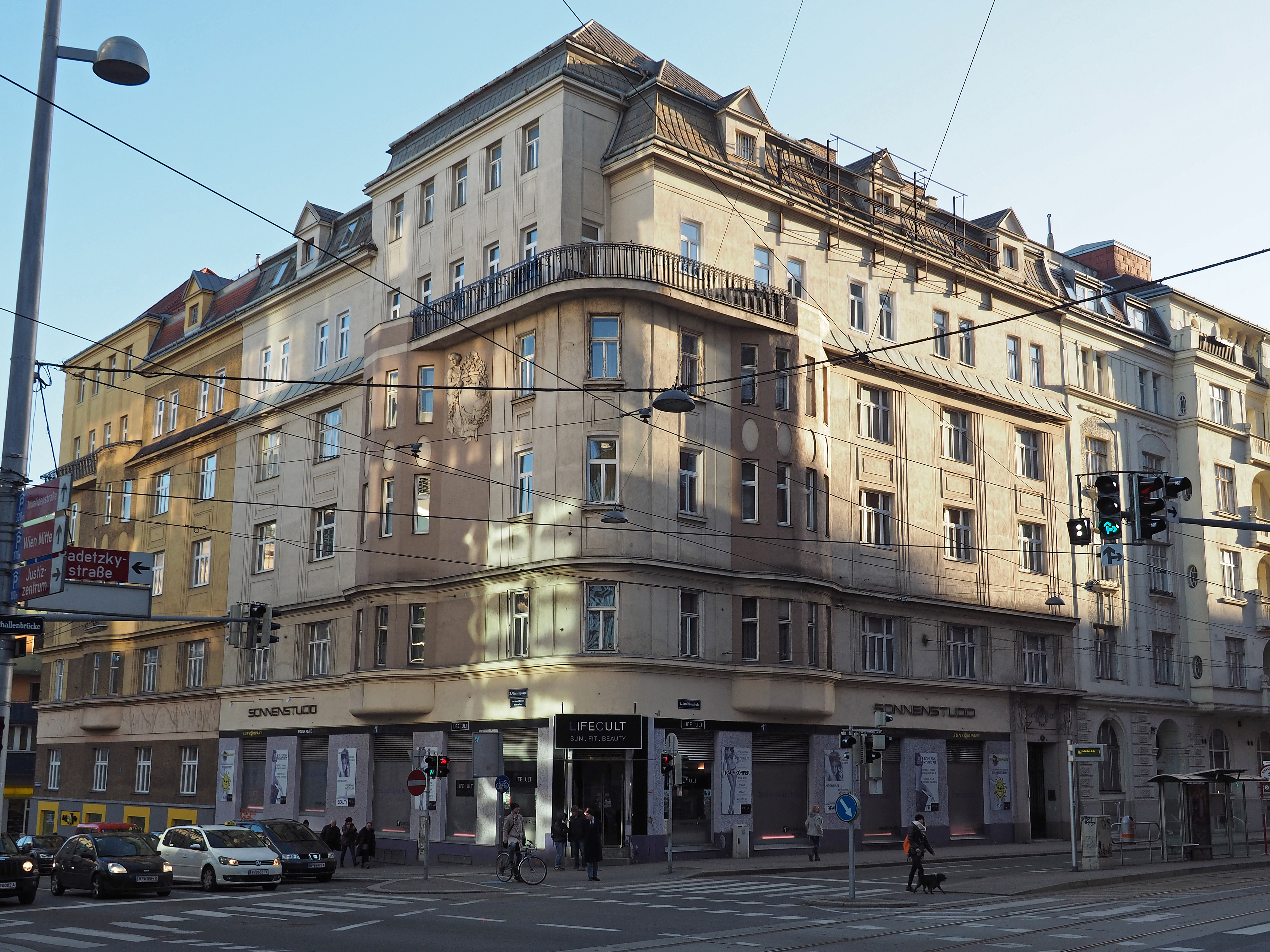
Das Haus Invalidengasse 1 (= Marxergasse 6)
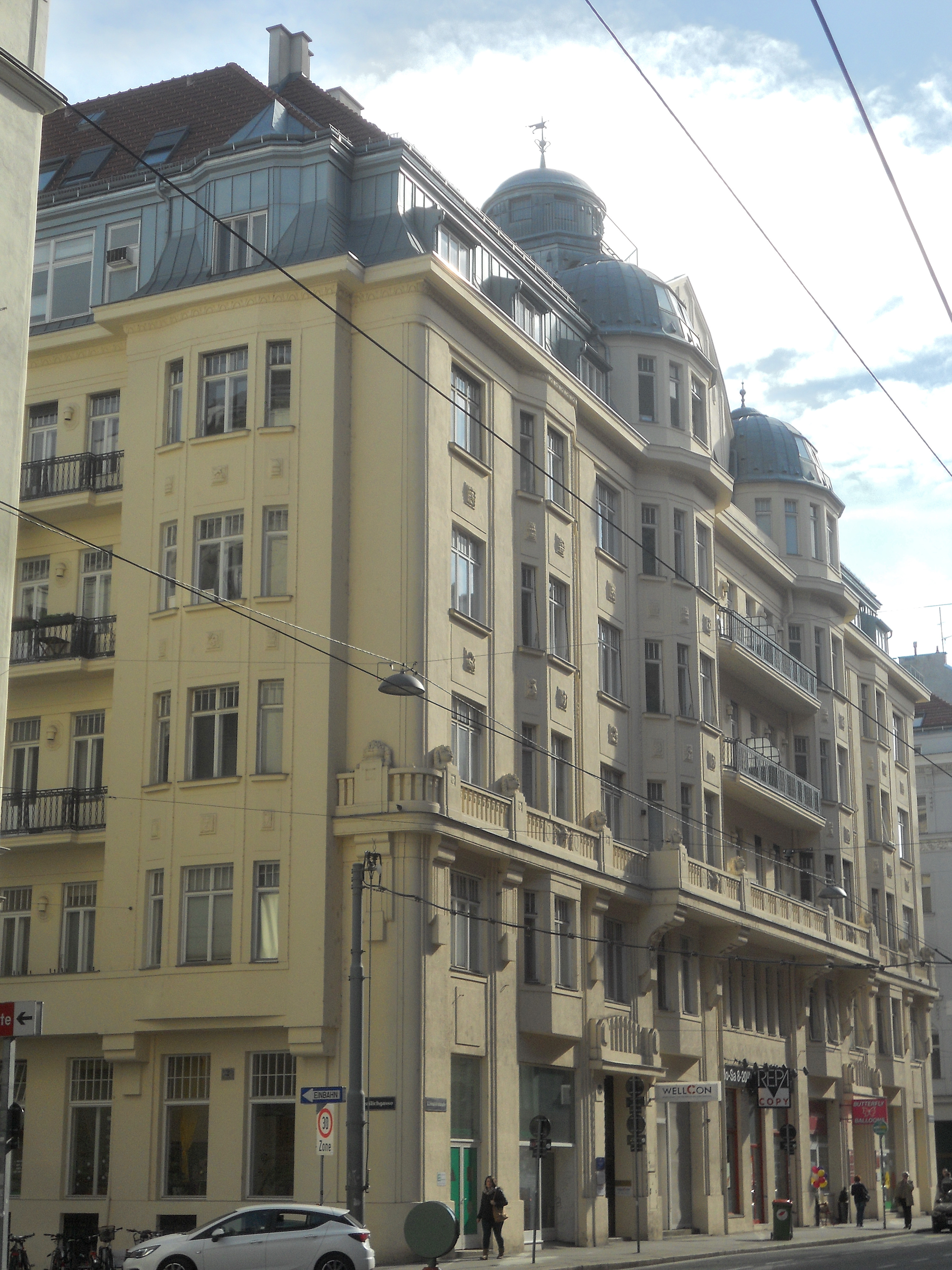
Nr. 5–7
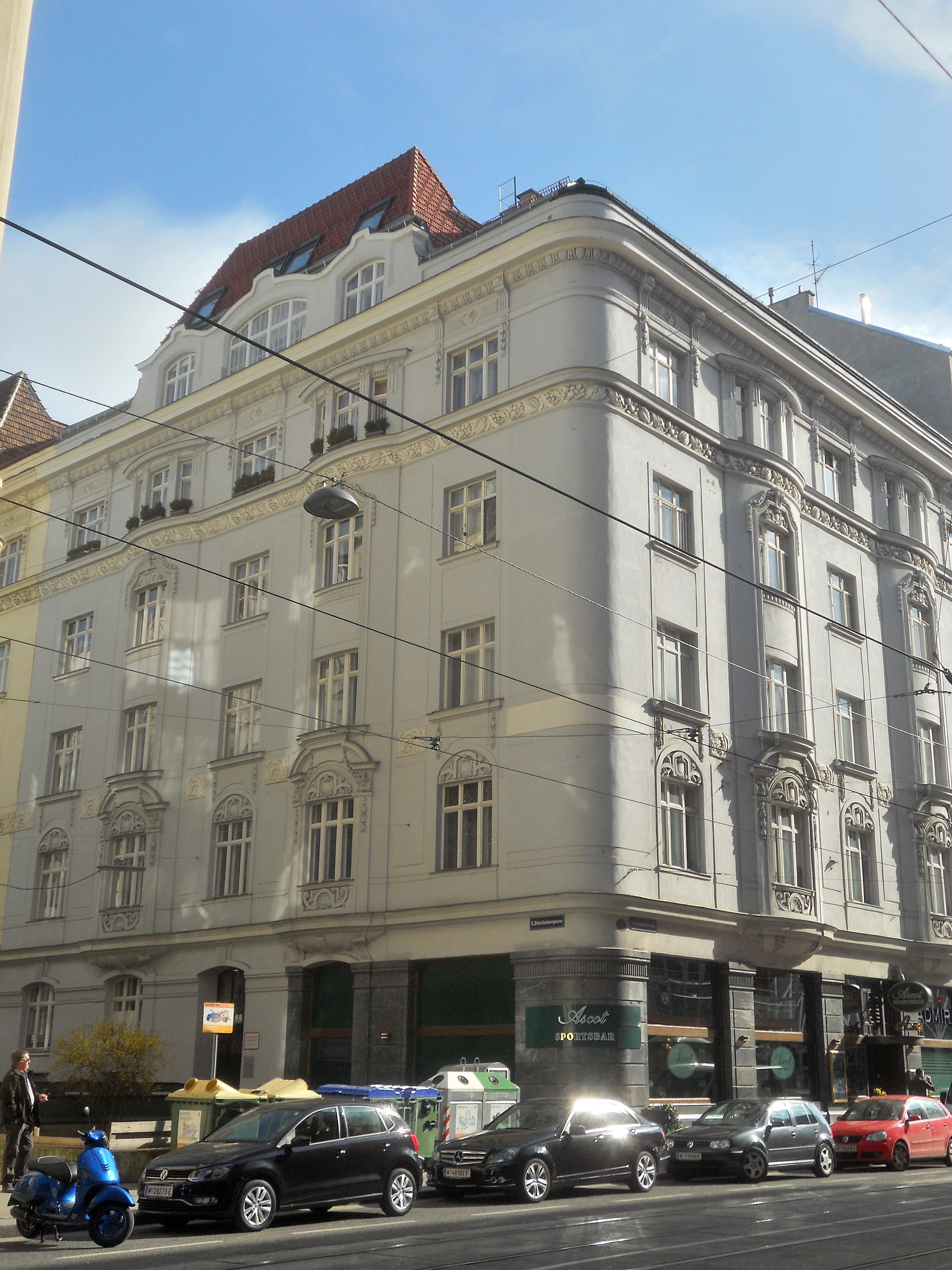
Nr. 9 (Ditscheinergasse 2–4)
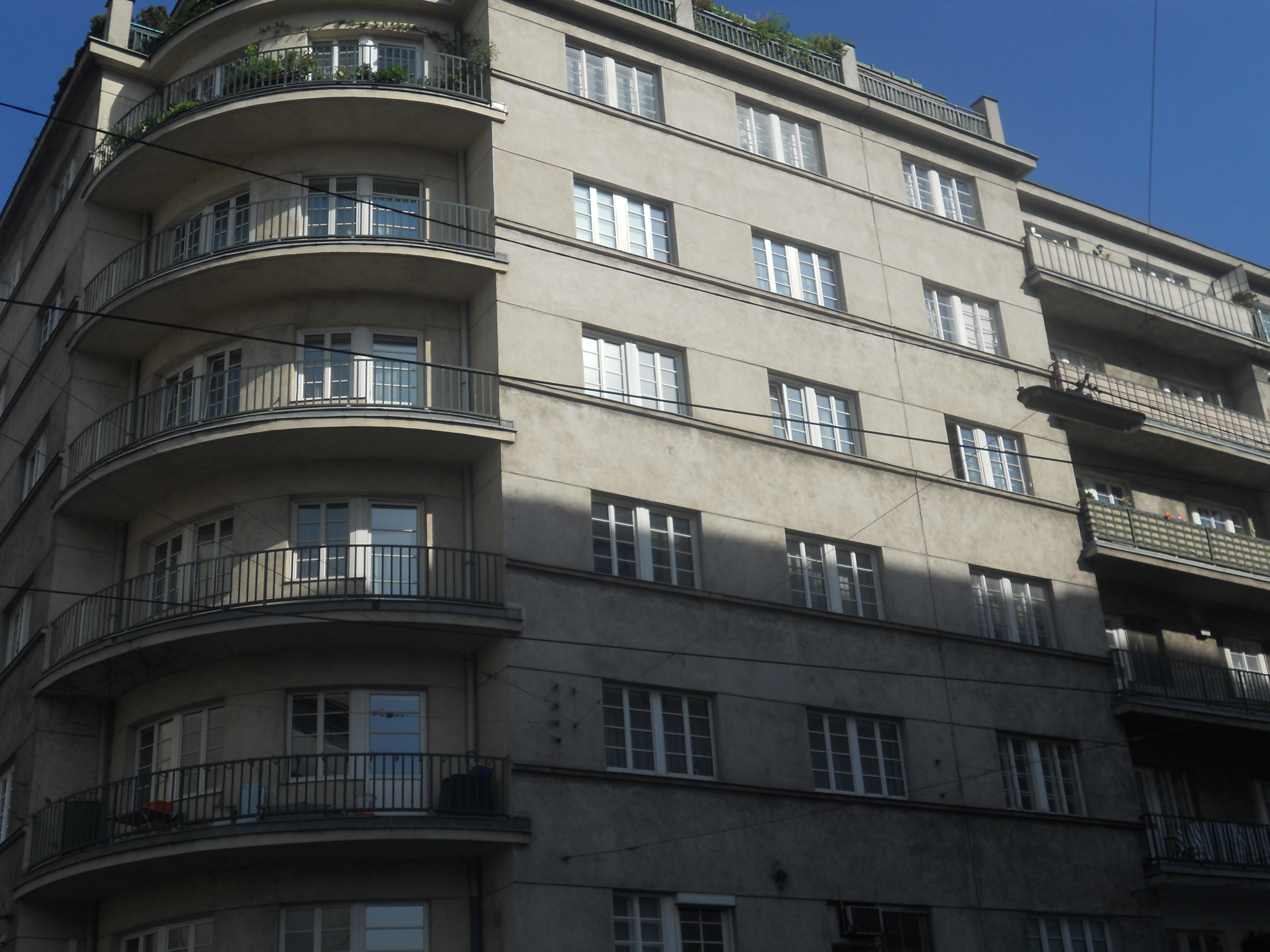
Wohn- und Geschäftshaus der Elisabethinen
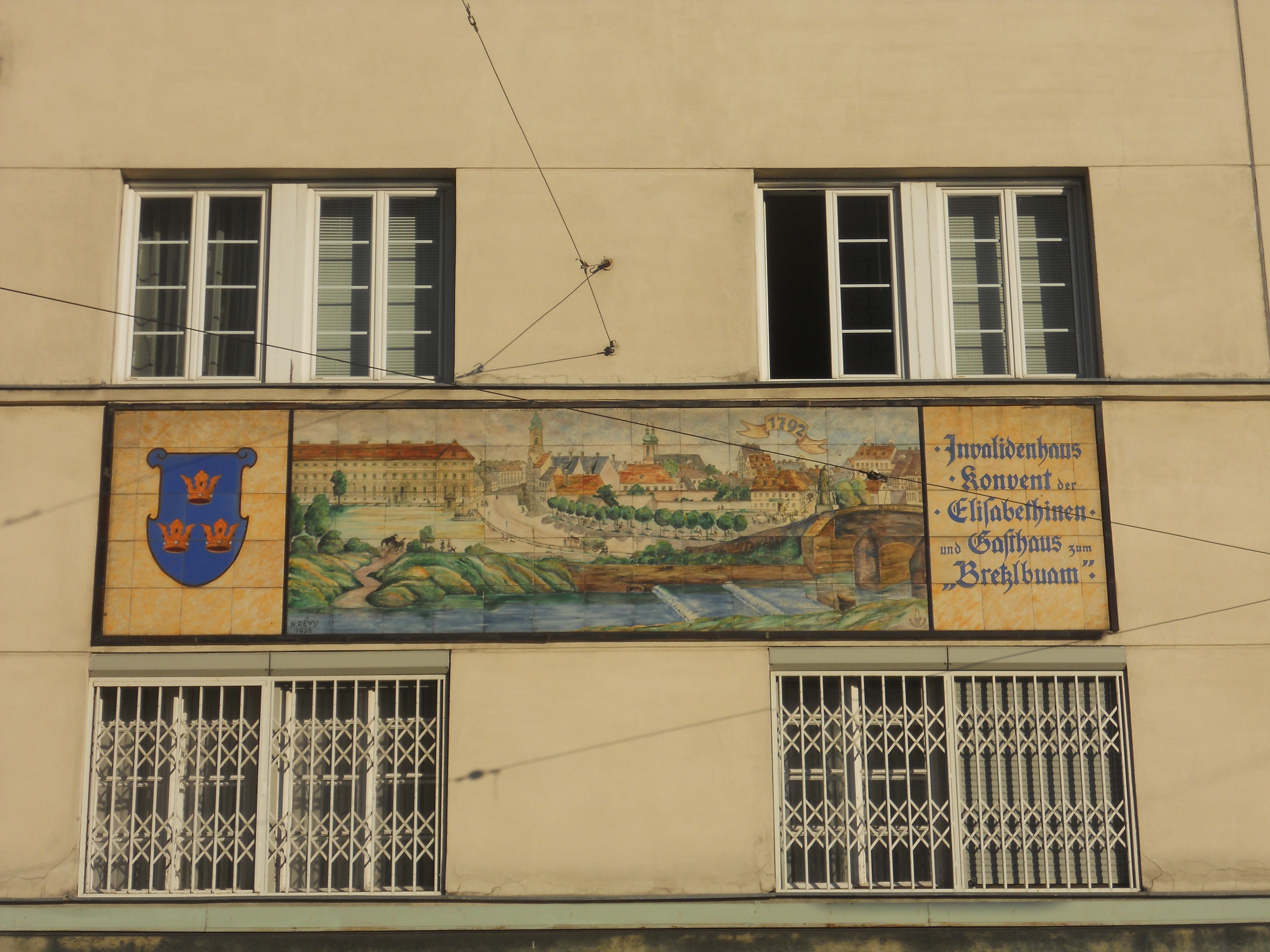
Mosaik mit der Abbildung der alten Verbauung am Elisabethinen-Haus (Nr. 13–19)